# Knis
Knis (deutsch Gneist) ist ein Dorf in der polnischen Woiwodschaft Ermland-Masuren, das zur Stadt- und Landgemeinde Ryn (Rhein) im Powiat Giżycki (Kreis Lötzen) gehört.

## Geographische Lage
Knis liegt am Westufer des Guber (deutsch Guber-See) in der östlichen Mitte der Woiwodschaft Ermland-Masuren, 18 Kilometer südwestlich der Kreisstadt Giżycko (Lötzen) und vier Kilometer nordwestlich der Stadt Ryn (Rhein).

## Geschichte
Das vor 1785 Knies und danach Gniest und bis 1945 Gneist genannte Dorf wurde 1484 gegründet. Im Jahre 1785 umfasste der Ort 43 Feuerstellen.
Von 1874 bis 1945 war Gneist Amtsdorf und damit namensgebend für einen Amtsbezirk, der zum Kreis Lötzen im Regierungsbezirk Gumbinnen (1905 bis 1945: Regierungsbezirk Allenstein) in der preußischen Provinz Ostpreußen gehörte.
Im Jahr 1910 waren in Gneist mit seinen Ortschaften Gneisthöhe (polnisch Knis-Podewsie) und Gneisenau (Gnieździenko) insgesamt 405 Einwohner gemeldet. Ihre Zahl verringerte sich bis 1933 auf 347 und belief sich 1939 noch auf 312.
Aufgrund der Bestimmungen des Versailler Vertrags stimmte die Bevölkerung im Abstimmungsgebiet Allenstein, zu dem Gneist gehörte, am 11. Juli 1920 über die weitere staatliche Zugehörigkeit zu Ostpreußen (und damit zu Deutschland) oder den Anschluss an Polen ab. In Gneist stimmten 320 Einwohner für den Verbleib bei Ostpreußen, auf Polen entfielen keine Stimmen.
In Kriegsfolge kam Gneist 1945 mit dem gesamten südlichen Ostpreußen zu Polen und erhielt die polnische Namensform „Knis“. Heute ist das Dorf Sitz eines Schulzenamtes (polnisch sołectwo), zuständig für Knis, Knis-Podewsie (Gneisthöhe) und Mleczkowo (Reichenhof), und eine Ortschaft im Verbund der Stadt- und Landgemeinde Ryn (Rhein) im Powiat Giżycki (Kreis Lötzen), vor 1998 der Woiwodschaft Suwałki, seither der Woiwodschaft Ermland-Masuren zugehörig.

### Amtsbezirk Gneist (1874–1945)
Zum Amtsbezirk Gneist gehörten ursprünglich fünf Orte:
| Name        | Änderungsname (1938 bis 1945) | Polnischer Name | Bemerkungen                              |
| ----------- | ----------------------------- | --------------- | ---------------------------------------- |
| Gneist      |                               | Knis            |                                          |
| Klein Rhein |                               | Ryn Mały        | vor 1928 in die Stadt Rhein eingemeindet |
| Krzysahnen  | (ab 1927:) Steinwalde         | Krzyżany        |                                          |
| Slabowen    | (ab 1928:) Langenwiese        | Słabowo         |                                          |
| Weydicken   | Weidicken                     | Wejdyki         |                                          |

Am 1. Januar 1945 waren noch Gneist, Langenwiese, Steinwalde und Weidicken in den Amtsbezirk eingegliedert.

## Religionen
Bis 1945 war Gneist in die Evangelische Pfarrkirche Rhein in der Kirchenprovinz Ostpreußen der Kirche der Altpreußischen Union und in die katholische Pfarrkirche St. Katharina in Rastenburg (polnisch Kętrzyn) im Bistum Ermland eingepfarrt.
Heute gehört Knis zur Evangelischen Pfarrgemeinde Ryn in der Diözese Masuren der Evangelisch-Augsburgischen Kirche in Polen bzw. zur katholischen Pfarrkirche Unbefleckte Empfängnis Mariä in Ryn innerhalb des Bistums Ełk (Lyck) der Römisch-katholischen Kirche in Polen.

## Verkehr
Knis liegt an einer Nebenstraße, die von Ryn (Rhein) über Salpik (Salpkeim) bis nach Nakomiady (Eichmedien) im Powiat Kętrzyński (Kreis Rastenburg) verläuft. Auch führt ein Landweg von Knis-Podewsie (Gneisthöhe) in das Dorf.
Bis 1971 war Gneist (Knis) Bahnstation an der Bahnstrecke Reimsdorf–Rhein  (Sławkowo–Ryn), die vor 1945 von den Rastenburger Kleinbahnen, später von der Polnischen Staatsbahn (PKP) betrieben wurde. Heute fehlt ein Bahnanschluss.